# 羅馬尼夫卡 (拉傑霍夫區)
50°16′57″N 25°1′46″E / 50.28250°N 25.02944°E
羅馬尼夫卡（烏克蘭語：Романівка），是烏克蘭西部的村莊，隸屬利維夫州的舍普季茨基區。該村面積0.56平方公里，海拔高度192米，2001年人口94，人口密度每平方公里167.86人。